# But not as cute as Pushkin
But not as cute as Pushkin es el 97mo episodio de la serie de televisión norteamericana Gilmore Girls.

## Resumen del episodio
En el mismo día que Miss Patty celebra cuarenta años de vida artística, Luke recuerda un aniversario más de la muerte de su padre; Terrence le sugiere a Paris que supere la muerte de Asher e intente recuperarse en el lado de las citas. Ella acude a un lugar donde puede hablar con unos muchachos y se encuentra con Doyle, y después ellos acaban juntos; cuando Logan le hace una gran broma a Rory en medio de una de sus clases, y ante la inoncencia de ésta, Marty se percata de que ambos se atraen. Luego de mucho insistir, Luke le cuenta a Lorelai que en el día del aniversario de la muerte de su padre él se va del pueblo y no quiere hablar con nadie. Ella también se entera del bote  que fue de su padre y está en el garaje de la Sra. Thomson, y como él quiere deshacerse del bote, ella lo guarda por si él más adelante se arrepiente. Pero Luke se molesta con ella cuando él descubre el bote en casa de Lorelai, y le pide que no se meta en sus asuntos. En Yale, Rory debe guiar a una alumna de Chilton, Anna, por recomendación del director de la escuela, para que le enseñe el mundo universitario. Pero Anna se escapa a una fiesta y la policía la detiene; Luke se disculpa por su actitud hacia Lorelai. Y con ayuda de su abuelo, Rory le juega una broma a Logan.
- Datos: Q5736123